# António Semedo
Pour les articles homonymes, voir Semedo.
António Paulo Sanches Semedo, est un footballeur portugais et cap-verdien né le 1er juin 1979 à Lisbonne, jouant au poste d'attaquant.

## Palmarès
- Champion de Roumanie en 2008 avec le CFR 1907 Cluj.
- Coupe de Roumanie en 2008 avec le CFR 1907 Cluj.
- Promu (3e) en Liga Sagres en 2003 et 2005 (Estrela da Amadora).
- Sélectionné avec le Portugal moins de 21 ans pour le Championnat d'Europe espoirs 2002.

## Statistiques
| Période   | Club                          | Division          | Matchs (Buts) | Coupe   | Coupe d'Europe   |
| 1998-2000 | Casa Pia                      | III Divisão       | 47 (2)        | ? (?)   | -                |
| 2000-2001 | Estrela da Amadora            | Liga Sagres (D1)  | 33 (4)        | (0)     | -                |
| 2001-2002 | Estrela da Amadora            | Liga Vitalis (D2) | ? (?)         | (0)     | -                |
| 2002-2003 | Estrela da Amadora            | Liga Vitalis (D2) | ? (?)         | (0)     | -                |
| 2003-2004 | Estrela da Amadora            | Liga Sagres (D1)  | 32 (1)        | (0)     | -                |
| 2004-2005 | Estrela da Amadora            | Liga Vitalis (D2) | 27 (4)        | 1 (0)   | -                |
| 2005-2006 | Estrela da Amadora            | Liga Sagres (D1)  | 32 (6)        | ? (?)   | -                |
| 2006-2007 | CFR 1907 Cluj                 | Liga I            | 31 (7)        | ? (?)   | -                |
| 2007-2008 | CFR 1907 Cluj                 | Liga I            | 33 (6)        | ? (?)   | -                |
| 2008-2009 | CFR 1907 Cluj Steaua Bucarest | Liga I            | 4 (0) 24 (2)  | ? ? (0) | 0 (0) C1 : 6 (0) |
| 2009-2010 | Unirea Urziceni               | Liga I            | 5 (0)         | ?       | C1 : 1 (0)       |